# NGC 6585
NGC 6585 (другие обозначения — UGC 11159, MCG 7-37-24, ZWG 227.20, IRAS18107+3937, PGC 61553) — галактика в созвездии Геркулес.
Этот объект входит в число перечисленных в оригинальной редакции «Нового общего каталога».